# Кучерявенко Микола Петрович
Микола Петрович Кучерявенко (нар. 18 травня 1959, м. Харків) — український юрист, професор, доктор юридичних наук, кандидат економічних наук, Перший проректор Національного юридичного університету імені Ярослава Мудрого, академік Національної академії правових наук України, перший заступник міністра юстиції України 

## Біографія
Кучерявенко Микола Петрович народився 18 травня 1959 року в м. Харкові. Закінчив економічний факультет Харківського державного університету імені О. М. Горького в 1981 році (отримав спеціальність – економіст) та Українську державну юридичну академію (Національний юридичний університет імені Ярослава Мудрого) у 1995 році (отримав спеціальність – юрист).
З 1981 року працює в Національному юридичному університеті імені Ярослава Мудрого. 1981-1983 роки – асистент кафедри політичної економії Української державної юридичної академії; 1983-1986 рр. – аспірант Харківського державного університету імені О. М. Горького; 1986-1990 рр.– асистент кафедри  політичної економії Української державної юридичної академії; 1990-1991 рр. – доцент кафедри політичної економії Української державної юридичної академії; 1991-2001 рр. – доцент кафедри правових основ підприємництва та фінансового права; 2001 рік – професор кафедри правових основ підприємництва та фінансового права; 2001 рік - 2021 – завідувач кафедрою фінансового права; 2021 – рік теперішній час – перший проректор Національного юридичного університету імені Ярослава Мудрого. З 1991 по 1996 рік він поєднував викладацьку роботу з посадою заступника декана факультету юстиції  Національної юридичної академії України імені Ярослава Мудрого.
У 1987 році була захищена дисертація на здобуття наукового ступеня кандидата економічних наук, у 1998 році – захищена дисертація на здобуття наукового ступеня доктора юридичних наук на тему «Теоретичні проблеми правового регулювання податків і зборів в Україні». У 1990 році було присвоєне звання доцента, у 2002 році – звання професора. З моменту утворення кафедри правових основ підприємницької діяльності Національної юридичної академії України імені Ярослава Мудрого  в 1991 році працював на посаді доцента, а з червня 2001 року – професора цієї кафедри. В 2006 році його було обрано членом-кореспондентом Академії правових наук України, а в 2010 році він став дійсним членом (академіком) Національної академії правових наук України. З 2016 року по 2021 рік займав посаду Першого віце-президента Національної академії правових наук України. З 14 липня 2021 року перший проректор [Архівовано 13 серпня 2021 у Wayback Machine.] Національного юридичного університету ім. Ярослава Мудрого.
Напрямками наукових інтересів є проблеми фінансового права, правове регулювання оподаткування. Він є фундатором школи податкового права в Україні. Найбільш предметно цими проблемами почав займатися з 1992 р. У 1994 р. виходить перше в СНД монографічне дослідження, присвячене проблемам податкового права за редакцією М.П. Кучерявенко (Налоговое право Украины. Под ред. Н.П. Кучерявенко. Харьков-Иловайск, 1994. – 12 п.л.).
За цей період опубліковано більше 250 робіт (більше 150 статей та близько 100 монографій, підручників, навчальних посібників).  Підручник «Податкове право» витримав близько сорока видань, підготовлені й опубліковані розділи в підручниках «Фінансове право», «Адміністративне право», статті в «Юридичній енциклопедії», в Науково-практичному коментарю до Конституції України, що підготовлено Національною Академією правових наук України; Науково-практичному коментарю Бюджетного кодексу України, Податкового кодексу України. Ряд публікацій вийшло за межами України: Казахстані, Узбекистані, Польщі, Республіці Азербайджан. З 2001 року ним почата робота над «Курсом налогового права (в шести томах)». У 2002 році виданий том перший «Генезис налогового регулирования», у 2004 році вийшов другий том «Введение в теорию налогового права», у 2005 році вийшов третій том «Учение о налоге», у 2007 році побачив світ четвертий том «Косвенные налоги». В 2008 році вийшло фундаментальне видання «Податкове право України: Академічний курс». В 2009 році Кучерявенко М.П. опублікував монографію «Податкові процедури: правова природа та класифікація».  Цією працею започатковано фундаментальні засади формування податкового процесу як учбової дисципліни, чого на сьогодні в Україні немає.  В Азербайджанській Республіці видано підручник «Налоговое право Республіки Азербайджан», з грифом Міністерства освіти Республіки Азербайджан, де  М.П. Кучерявенко є одним із співавторів та якому належить більше 70 відсотків обсягу видання. У 2022 році побачив світ підручник "Финансовое право Республики Узбекистан" (з грифом Міністерства науки і освіти Республіки Узбекистан), де він був відповідальним редактором та соавтором. В 2010-2011 роках здійснено та завершено роботу над знаковими виданнями  коментарів Бюджетного та Податкового кодексу. Після набуття чинності нової редакції Бюджетного кодексу України було видано його перший коментар авторським колективом, який очолили Л.К. Воронова і М.П. Кучерявенко. М.П. Кучерявенко очолював авторський колектив першого коментаря Податкового кодексу України в двох томах, який було опубліковано в березні 2011 року.  В 2012 році вийшов найдосконаліший коментар Податкового кодексу України  в трьох томах за редакцією Кучерявенка М.П. та Голови  Вищого адміністративного суду України Темкіжева І.Х.
Кучерявенко М.П. входив до складу багатьох робочих груп щодо розробки фінансових законів. Він брав участь в доопрацюванні Закону України “Про податок на додану вартість”, входив до складу робочої групи, яка підготувала проект Бюджетного кодексу України. Найбільш вагомий внесок здійснено цим фахівцем в розробку проекту Податкового кодексу України. Починаючи з 1997 року він брав участь майже у всіх робочих групах, які працювали над цим кодифікованим актом. В остаточній редакції чинного Податкового кодексу України міститься багато норм, автором яких є Кучерявенко М.П.  Розділ І цього кодифікованого акту, який закріплює найпринциповіші засади податкового регулювання  є результатом праці, перш за все, саме цього науковця.
Кучерявенко М.П.тривалий час був членом Експертної ради Вищої атестаційної комісії, членом науково-методичної комісії сектору вищої освіти Науково-методичної ради МОН України, членом експертної ради НАЗК України, входив до  науково-консультативної ради Вищого господарського суду України. Сьогодні є: членом науково-консультативної ради Верховного суду, членом громадської колегії Міністерства фінансів України, членом Громадської ради комітету Верховної Ради України з податкової та митної політики, членом науково-консультативної ради при Голові Верховної Ради України.
Останні роки Кучерявенко М.П. поєднує викладацьку та наукову роботу з науково-дослідною. Тривалий час він був заступником директора Науково-дослідного інституту фінансового права [Архівовано 18 вересня 2019 у Wayback Machine.] (м. Ірпінь). З моменту утворення він очолював лабораторію з дослідження проблем публічних фінансів Інституту державного будівництва та місцевого самоврядування [Архівовано 15 липня 2019 у Wayback Machine.] Національної академії правових наук України (м. Харків).
Поряд з участю в роботі спеціалізованих вчених рад ним активно провадиться робота по підготовці наукових кадрів. За період з 2001 по 2022 роки під його керівництвом захищено більше 50 кандидатських  та 12 докторських дисертацій. При цьому він здійснював керівництво науковими дослідженнями як в Україні, так і за її межами (Республіка Азербайджан, Німеччина). На цей час він є науковим керівником низки аспірантів та здобувачів.  
Кучерявенко М.П. є членом редколегії журналу «Проблеми законності [Архівовано 30 серпня 2019 у Wayback Machine.]», «Вісник Національної академії правових наук України [Архівовано 5 серпня 2017 у Wayback Machine.]», «Фінансове право [Архівовано 26 вересня 2019 у Wayback Machine.]», «Митна справа», «Науковий вісник Львівської комерційної академії (серія юридична) [Архівовано 27 серпня 2019 у Wayback Machine.]». Він також входить до складу редакційних колегій провідних наукових журналів в Казахстані, Чехії, Узбекистані.  Кучерявенко М.П. бере активну участь в роботі наукових та науково-практичних конференцій. Лише за останні роки він виступав з доповідями на наукових конференціях в Алмати, Баку, Бішкеку, Ірпені, Києві, Львові, Одесі, Ризі, Ташкенті, Харкові, Шпайері.  
У 2000 р. М.П. Кучерявенко (разом з Л.К. Вороновою та П.С. Пацурківським) був удостоєний Другої премії у III Всеукраїнському конкурсі на краще юридичне видання 1999-2000 років, який проводила Спілка юристів України у номінації “Юридичні підручники” за роботу: «Фінансове право». Підручник. Харків.: Консум. – 1999». В 2002 році був нагороджений почесною грамотою спілки юристів України, в 2004 році став переможцем конкурсу “Вища школа Харківщини – кращі імена” в номінації викладач професійно орієнтованих дисциплін, в 2004 році йому було присвоєне почесне звання “Заслужений діяч науки і техніки України”.  В 2009 йому було присвоєно звання Почесного працівника Державної податкової служби України.  У 2012 році  він отримав премію імені Ярослава Мудрого в номінації «За видатні досягнення в науково-дослідницькій діяльності з правознавства». В 2015 році йому присвоєно звання Почесного професора Запорозького національного університету. В 2019 році Кучерявенку М.П. було присуджено Державну премію  в галузі науки і техніки за творчий внесок в наукове видання «Правова доктрина України». У 2022 році Міністерством оборони України Кучерявенка М.П. було нагороджено нагрудним знаком "Знак пошани".
5 листопада 2024 року був призначений першим заступником міністра юстиції України 

## Основні публікації
Монографії:
- Курс налогового права: В 6 т. Т. І – Генезис налогового регулирования: В 2 ч. Ч. 1. Харьков: Легас, 2002.
- Курс налогового права: В 6 т. Т. І – Генезис налогового регулирования: В 2 ч. Ч. 2. Харьков: Легас, 2002.
- Передмова до Річард. А. Познер. Економічний аналіз закону. Харків. Акта, 2003.
- Курс налогового права. В 6 т. Т. ІІ:  Введение в теорию налогового права.  Харьков: Легас, 2004.
- Курс налогового права. В 6 т. Т. ІІІ: Учение о налоге. Харьков: Легас - Право, 2005.
- Курс налогового права. В 6 т. Особенная часть. Т. IV: Косвенные налоги. Х.: Право, 2007.
- Налоговые процедуры: правовая природа и классификация: Монография. К.: Правова єдність, 2009. 496 с.
- Податкові процедури: правова природа та класифікація: Монографія. К.: Алерта; КНТ; ЦУЛ, 2009. – 460 с.
- Правова система України: історія, стан та перспективи (у 5-ти томах). Том 2. Конституційні засади правової системи України і проблеми її вдосконалення / за заг. ред. Ю. П. Битяка. Харків: Право, 2008. 576 с.
- Constitutional Principles and Improvement of the Tax System of Ukraine. The Legal System of Ukraine: Past, Present and Future. Volume II. Constitutional Foudations of the Legal System of Ukraine and Problems of Improvement. Kuiv. Law of Ukraine. Pravo, 2013. P. 424-445.
- Методологічні питання  податкової доктрини України. Розділ монографії. Правова доктрина України. У п’яти томах. 2 том. Публічно-правова доктрина України. Харків, Право, 2013. С. 552-578.
- Methodological Issues of Tax Doctrine of Ukraine. Ukrainian legal doctrine/ Part 2/ Public Law Doctrine of Ukraine/ Wildy Simmonds & Hill Publishing, 2016. P. 395-412.

Підручники, навчальні посібники:
- Налоговое право Украины. Харьков-Иловайск, 1994.
- Фінансове право: Підручник. Харків: Консум, 1998.
- Кучерявенко М.П. Податкове право України: Академічний курс: Підручник. К.: Всеукраїнська асоціація видавців «Правова єдність», 2008. 701 с.
- Воронова Л.К., Кучерявенко М.П. Фінансове право України (питання та відповіді). Х.: ООО «Одиссей», 2008. 136 с.
- Дамирчиев М.И., Кучерявенко Н.П., Рагимова С.М. Налоговое право Азербайджанской Республики: Учебное пособие / Отв. ред. д.ю.н., проф. А.М. Касумов / Баку, «Qanun», 2009. 424 c.
- Налоговый процесс: Учебное пособие. К.: Алерта, КНТ, ЦУЛ, 2010. 392 с.
- Кучерявенко М.П. Податкове право України : підручник / М.П. Кучерявенко. Х.: Право, 2012. 528 с.
- Податкове право України : підручник / [О. О. Головашевич, А. М. Котенко, Є. М. Смичок та ін.] ; за ред. М. П. Кучерявенка. Харків : Право, 2019. 440 с.

## Нагороди
- Почесна грамота спілки юристів України (2002).
- Заслужений діяч науки і техніки України (2004).
- Переможець конкурсу «Вища школа Харківщини — найкращі імена» (2004).
- Почесний працівник Державної податкової служби України (2009).
- Лауреат премії імені Ярослава Мудрого в номінації «За видатні досягнення в науково-дослідницькій діяльності з правознавства» (2012).
- Почесний професор Запорізького національного університету (2015).
- Лауреат Державної премії в галузі науки і техніки за творчий внесок в наукове видання «Правова доктрина України» (2019).
- Стипендіат в галузі науки імені Василя Пилиповича Маслова (з правознавства) (2019).
- Нагрудний «Знак пошани» Міністерства оборони України (2022).